# Gouvernement Mata'afa
Malielegaoi 
Le gouvernement Mata'afa est le gouvernement des Samoa formé le 24 mai 2021 et mené par la Première ministre Fiame Naomi Mata'afa.

## Contexte et formation

### Incertitude post-électorale
Les élections législatives d'avril 2021 produisent un parlement sans majorité. Au pouvoir depuis 1982, le Parti pour la protection des droits de l'homme (HRPP) perd sa majorité absolue des sièges et les résultats initiaux le placent à égalité avec le FAST, parti mené par Fiame Naomi Mata'afa. Il manque à chacun un seul siège pour atteindre la majorité : celui de l'élu indépendant Iosefo Ponifasio, qui se trouve ainsi faiseur de rois,.
Cinq femmes sont élues. L'article 44 de la Constitution telle qu'amendée en 2013 et en 2019 dispose qu'au moins 10 % des députés doivent être des femmes, et précise que ces 10 % correspondent « actuellement à cinq » personnes. Cet article prévoit des sièges supplémentaires réservés aux femmes au cas où moins de 10 % des élus seraient des femmes. Avec cinq élues, il semble initialement que ce dispositif n'ait pas à être activé. Le 21 avril, toutefois, la Commission électorale annonce que, le nombre de députés étant de 51 pour ces élections, les cinq élues ne correspondent qu'à 9,8 % d'entre eux. La Commission déclare ainsi élue Ali'imalemanu Alofa Tuuau (en), candidate du HRPP et 'meilleure perdante' des élections. Le HRPP dispose ainsi de vingt-six sièges, soit exactement la moitié. Le même jour, Tuala Ponifasio, le seul député indépendant, annonce qu'il se range dans le camp du FAST. Cette décision signifie que chaque bloc dispose de la moitié des sièges au Fono,.
Le parti FAST conteste la légalité de l'attribution d'un 26e siège au parti HRPP, et porte l'affaire devant la Cour suprême des Samoa. Le 4 mai, constatant l'impasse politique et le risque d'une longue procédure judiciaire, le chef de l'État, Tuimalealiifano Va'aletoa Sualauvi II, reçoit les deux chefs de partis séparément puis annonce de nouvelles élections pour le 21 mai. Le Premier ministre Tuilaepa Sailele Malielegaoi exprime son soutien à cette décision, tandis que Fiame Naomi Mata'afa juge publiquement illégale cette décision qui empêche de fait le déroulement d'une procédure judiciaire.
Saisie par l'opposition, la Cour suprême casse le 17 mai la nomination d'une députée HRPP supplémentaire, et statue que le chef de l'État ne dispose pas de l'autorité requise pour convoquer de nouvelles élections avant que le parlement n'ait siégé, soit une fois que les contentieux électoraux relatifs à l'élection de ses membres ont tous été examinés. La convocation d'élections anticipées est ainsi annulée, en attendant que le Fono élu en avril siège pour désigner le chef du gouvernement,. Le chef de l'État convoque le parlement pour le matin du 24 mai.

### Crise politique
Le 22 mai toutefois, le chef de l'État suspend indéfiniment le parlement. La Cour suprême le lendemain matin déclare cette suspension illégale, et l'annule. Faisant fi de cette décision de justice et déclarant agir en conformité avec le décret du chef de l'État, le Speaker, président du parlement précédent, Leaupepe Toleafoa Faafisi, membre du HRPP mais qui n'est pas membre du nouveau parlement, déclare à son tour que le Fono ne siégera pas tant que le chef d'État ne l'autorisera,.
Les locaux du parlement sont fermés sur ordre du Premier ministre sortant et du Speaker sortant. Le président de la Cour suprême s'y présente le lundi 24 mai pour l'ouverture du parlement, constate que la porte est fermée à clef, et repart. En conséquence, les députés de la nouvelle majorité s'assemblent sous une tente à côté du bâtiment du Fono. Ils élisent Li'o Papalii Masipau comme Speaker à la présidence du parlement, puis élisent Fiame Naomi Mata'afa au poste de Première ministre. Celle-ci prête serment malgré l'absence du président de la Cour suprême, et nomme son gouvernement. Dans le même temps, Tuilaepa Sailele Malielegaoi tient une conférence de presse au cours de laquelle il déclare être toujours Premier ministre par intérim, et accuse les députés FAST de « trahison », d'être des malades mentaux et d'être une « mafia » ; un porte-parole du FAST accuse quant à lui le Premier ministre sortant de « coup d'État »,,. 
Tandis que la Nouvelle-Zélande et l'Australie appellent toutes les parties au respect des procédures démocratiques et constitutionnelles, le gouvernement des États fédérés de Micronésie est le premier à reconnaître Fiame Naomi Mata'afa comme nouvelle Première ministre des Samoa.
Le 23 juillet, la Cour d'Appel statue que la prestation de serment de Fiame le 24 mai était conforme à la Constitution, puisque le Parlement devait siéger à cette date au plus tard et qu'elle a agi en application d'un « principe de nécessité ». La Cour précise qu'elle est ainsi légalement Première ministre depuis le 24 mai,. Son gouvernement entre de fait en fonction le 27 juillet.

## Composition

### Composition initiale
Le gouvernement nommé par Fiame Naomi Mata'afa le 24 mai 2021 est le suivant :
| Nom | Nom                             | Nom | Fonctions | Parti | Circonscription |
| --- | ------------------------------- | --- | --- | ----- | --------------- |
|     | Fiame Naomi Mata'afa            |     | Première ministre et cheffe du Cabinet, Ministre des Affaires étrangères et du Commerce extérieur, Ministre du Service public                                                                 | FAST  | Lotofaga        |
|     | Tuala Iosefo Ponifasio          |     | Vice-Premier ministre, Ministre de l'Administration fiscale et douanière, Ministre de l'Audit publique                                                                                        | FAST  | Gagaemauga 1    |
|     | Laauli Leuatea Polataivao       |     | Ministre de l'Agriculture et des Pêcheries, Ministre de la Recherche et du Développement, Ministre de la Gestion des terres                                                                   | FAST  | Gagaifomauga 3  |
|     | Olo Fiti Afoa Vaai              |     | Ministre des Travaux publics et des Infrastructures de transport | FAST  | Salega 2        |
|     | Leatinuu Wayne So'oialo         |     | Ministre du Commerce, des Industries et du Travail, Ministre des Entreprises publiques, Ministre des Infrastructures sportives, Ministre pour Samoa Airways, Ministre des Petites entreprises | FAST  | Faleata 2       |
|     | Valasi Tafito Selesele          |     | Ministre de la Santé, Ministre pour l'université océanienne de Médecine (en) | FAST  | Vaisigano 2     |
|     | Toeolesulusulu Cedric Schuster  |     | Ministre des Ressources naturelles et de l'Environnement, Ministre du Tourisme, Ministre de la Planification urbaine                                                                          | FAST  | Aana Alofi 4    |
|     | Faualo Harry Schuster           |     | Ministre de la Police et des Prisons, Ministre des Services d'urgence | FAST  | Vaimauga 4      |
|     | Mulipola Anarosa Ale Molio'o    |     | Ministre des Finances, Ministre de la Banque centrale et de la Banque de développement | FAST  | Aiga I le Tai   |
|     | Seuula Ioane Tua’au             |     | Ministre de l'Éducation, de la Culture et des Sports, Ministre pour l'Université nationale des Samoa                                                                                          | FAST  | Alataua Sisifo  |
|     | Toelupe Poumulinuku Onesemo     |     | Ministre des Technologies de l'information et de la communication, Ministre de la Poste | FAST  | Falealili 1     |
|     | Leota Laki Lamositele           |     | Ministre des Femmes et du Développement social, Ministre-adjoint aux Finances | FAST  | Palauli 2       |
|     | Matamua Seumanu Vasati Pulufana |     | Ministre de la Justice | FAST  | Faasaleleaga 1  |

### Changements ultérieurs

#### Septembre 2023
Le 6 septembre 2023, Fiame Naomi Mata'afa procède à un remaniement ministériel. Elle fait entrer dans son gouvernement Lautimuia Uelese Vaai, devenu député en mai en remportant l'élection partielle due à la mort du député d'opposition Papalii Niko Lee Hang. Lautimuia Uelese Vaai devient ministre des Finances, remplaçant Mulipola Anarosa Ale Molioo, qui devient la ministre des Femmes et du Développement communautaire et social. Leota Laki Lamositele Sio, qui occupait ce ministère, est affecté au poste de ministre du Commerce, de l'Industrie et du Travail, cédé par Leatinuu Wayne Sooialo, qui demeure néanmoins ministre des Entreprises publiques. Laumatiamanu Ringo Purcell (en) entre au gouvernement comme ministre des Sports et des Loisirs, ministère créé à cette occasion. Enfin, Toeolesulusulu Cedric Schuster cède à la Première ministre le ministère du Tourisme, mais demeure ministre des Ressources naturelles et de l'Environnement et devient par ailleurs ministre de la Gestion des terres.

#### Janvier 2025
Le 10 janvier 2025, la Première ministre limoge Laauli Leuatea Schmidt de son poste de ministre de l'Agriculture et des Pêcheries, en raison de son inculpation pour faux, harcèlement, diffamation et entrave à la justice. Exclu du gouvernement, il demeure néanmoins président du parti, et des personnalités du parti condamnent son limogeage, certains demandant en réponse la destitution de la Première ministre. Le 14 janvier, ayant demandé à chacun de ses ministres s'ils la soutiennent, Fiame Naomi Mata'afa limoge les trois qui lui ont répondu « non » : Mulipola Anarosa Ale-Molio'o (la ministre des Femmes, de la Communauté et du Développement social), Toelupe Poumulinuku Onesemo (le ministre des Technologies de l'information et de la communication), et Leota Laki Sio (le ministre du Commerce, des Industries et du Travail)
,,.
Le 15 janvier, la Première ministre nomme quatre nouveaux ministres pour les postes rendus vacants, :
- Mauu Siaosi Puepuemai devient ministre des Technologies de l'information et de la communication ;
- Faleomavaega Titimaea Tafua (en) devient ministre du Commerce, des Industries et du Travail ;
- Lagaaia Tiaituau Tufuga devient ministre des Femmes, de la Communauté et du Développement social ;
- Niuava Eti Malolo devient ministre de l'Agriculture et des Pêcheries.

Le même jour, vingt membres du groupe parlementaire du parti s'assemblent et, sous la direction de Laauli Leuatea Schmidt, votent l'exclusion du parti de Fiame Naomi Mata'afa, du vice-Premier ministre Tuala Iosefo Ponifasio, et des ministres Olo Fiti Vaai, Faualo Harry Schuster, Toeolesulusulu Cedric Schuster et Leatinuu Wayne Sooialo. Ils élisent Laauli Leuatea Schmidt comme chef du parti, avec Leota Laki Sio comme adjoint, et Mulipola Anarosa Ale Molio’o comme trésorière.
Le chef de l'opposition, Sailele Malielegaoi, dépose alors une motion de défiance au Parlement pour tenter de la destituer. Lors du vote le 25 février, Leuatea Schmidt et les députés du FAST qui lui sont favorables votent contre la motion, se rangeant du côté des députés favorables à la Première ministre et lui permettant de rester en fonction.

## Chute et fin
Le 27 mai 2025, le budget introduit par le gouvernement Mata'afa est rejeté par une majorité des députés, les députés associés à Laauli Leuatea Schmidt s'étant associés à ceux du PPDH pour faire chuter le gouvernement. Il en résulte une dissolution parlementaire et la tenue d'élections législatives anticipées,.